# Варшавские погромы (1881)
Варшавские погромы (пол. Pogrom warszawski) — погромы, происходившие в Варшаве, в то время входившей в состав Царства Польского Российской империи, с 25 по 27 декабря 1881 года. В результате погромов погибли 2 человека, 24 получили ранения.

## Варшавские события

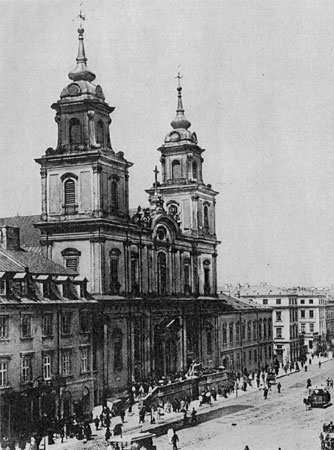
Костел Святого Креста в Варшаве, 1890-е годы

Российский историк еврейского происхождения Семен Дубнов так описывает подробности этого события: "На Рождество 1881 года вспышка паники после ложного предупреждения о пожаре в переполненном людьми костеле Святого Креста привела к гибели в давке двадцати девяти человек. Считалось, что слухи были подняты карманниками, которые использовали свою уловку, чтобы начать грабить людей во время паники. На месте происшествия собралась толпа, и некоторые неизвестные начали распространять слух, будто два еврейских карманника были пойманы в костеле. Впоследствии выяснилось, что он оказался необоснованным".
Толпа начала нападать на евреев, еврейские магазины, предприятия и жилые дома на улицах, примыкающих к костелу Святого Креста. Беспорядки в Варшаве продолжались в течение трех дней, пока российские власти (которые контролировали полицию, а также располагали военными частями в городе) вмешались, арестовав 2600 человек. Во время варшавских погромов погибли 2 человека, в то время как 24 получили ранения. Погромы также привели к материальному ущербу среди тысячи еврейских семей. В последующие месяцы около тысячи варшавских евреев эмигрировали в Соединенные Штаты. Погромы ухудшили отношения между поляками и евреями, однако подверглись критике со стороны таких представителей польской элиты, как писатели Элиза Ожешко, Болеслав Прус и нескольких других известных польских активистов.
Историки Семен Дубнов, Ицхак Гринбойм, Франк Гольчевский и Магдалена Мичинска утверждают, что погромы могли быть спровоцированы российскими властями, пытавшимися вбить клин между евреями и поляками, другие же заявляют, что погромы, все более и более распространенные в Российской империи после убийства императора Александра II в 1881 году (в тот период в Российской империи произошло более 200 еврейских погромов, в частности, в Киеве и Одессе) не были обычным явлением только для России. Однако историк Майкл Окс не согласился с этим мнением, сославшись на то, что у этой теории нет достаточных доказательств. Окс называет эти утверждения теориями заговора, заявляя, что он не видит выгоды, которую российские власти получили бы от погромов. Он отмечает, что период с 1863 по 1881 год был периодом усиления антисемитизма в Польше, в который среди поляков росло разочарование идеей ассимиляции евреев, и, следовательно, российским властям не было необходимости организовывать погромы, которые возможно, были и вовсе спонтанными.